# Peter Beard
Peter Hill Beard (22 de janeiro de 1938, Nova York - 19 de abril de 2020) foi um fotógrafo dos Estados Unidos.
Morreu no dia 19 de abril de 2020, aos 82 anos.